# Ice Tower Ridge
Ice Tower Ridge (englisch für Eisturmgrat) ist ein Grat auf der antarktischen Ross-Insel. Er fällt in einer Höhe von etwa 3540 m am südwestlichen Hang des Vulkankraters des Mount Erebus ab.
Die Benennung erfolgte im Jahr 2000 durch das Advisory Committee on Antarctic Names. Namensgebend sind die ihn prägenden Eisfumarolen.